# 池田光重
池田 光重（いけだ みつしげ、? - 寛永5年5月19日（1628年6月20日））は、安土桃山時代から江戸時代前期にかけての武将。摂津池田氏10代。通称は弥右衛門、別名は重信。官位は従五位下・備後守。池田長正の三男。兄に勝正と知正。子に三九郎、重長（他紋丸）。

## 略歴
元亀2年（1571年）8月28日の和田惟政との合戦で功があった。
文禄元年（1592年）、朝鮮の役にて名護屋城に兵50名で休戦まで在陣した。慶長5年（1600年）の関ヶ原の戦いでは小山評定から、兄の知正と共に東軍に属した。子の三九郎は兄の養子となり、慶長9年（1604年）に知正が死去すると池田家の家督を継いだが、翌慶長10年（1605年）に17歳で早世したため、光重が池田家の家督を継承することとなった。慶長14年（1609年）、大広寺に兄と長男の肖像画と釣鐘、10石の寺領を寄進した。また、次男の他紋丸（重長）の無事成長と武運長久を願い、摂津国神田村（現池田市）の八坂神社本殿の再建などをしている。
慶長18年（1613年）、家臣の関弥八郎が貸金横領を咎められた。翌19年（1614年）、光重は連座する形で所領を没収され、駿河国法命寺に蟄居した。同年、大坂冬の陣では徳川方として有馬豊氏隊に属して参戦した。戦後、重長と共に摂津池田氏再興を嘆願するため江戸に向かうも、志半ばで同地で没した。
子孫は江戸に留まり、重長、貞長、貞重、興貞、貞彦、貞夫、貞一、貞瑞と続き、貞瑞は明治7年（1874年）後嗣なく没するが、分家していた弟の東作が相続して現在に至る。